# Kóstino
Kóstino (en rus: Костино) és un poble de l'óblast de Sverdlovsk, a Rússia, segons el cens del 2010 tenia 1.083 habitants.